# Mary Jo Markey
Mary Jo Markey est une monteuse de film américaine.

## Biographie
Elle est monteuse sur beaucoup de films et de séries télévisées de J. J. Abrams, en collaboration avec Maryann Brandon. Toutes deux sont nommées à l'Oscar du meilleur montage pour Star Wars, épisode VII : Le Réveil de la Force.

## Filmographie

### Cinéma
- 1996 : Mariette in Ecstasy (nl)
- 1996 : Two Guys Talkin' About Girls (vidéo)
- 2002 : Dawg (en)
- 2006 : Mission impossible 3 (Mission: Impossible III)
- 2009 : Star Trek
- 2010 : Kiss and Kill (Killers)
- 2011 : Super 8
- 2012 : Le Monde de Charlie (The Perks of Being a Wallflower)
- 2015 : Star Wars, épisode VII : Le Réveil de la Force (Star Wars Episode VII: The Force Awakens)
- 2016 : La Grande Muraille (The Great Wall, 長城) de Zhang Yimou
- 2019 : Charlie's Angels d'Elizabeth Banks
- 2021 : Dans les yeux de Tammy Faye (The Eyes of Tamy Faye) de Michael Showalter

### Télévision

#### Série télévisée
- 1998 - 2000 : Felicity (14 épisodes)
- 2001 - 2004 : Alias (14 épisodes)
- 2002 : Edition spéciale (Breaking News)
- 2003 - 2004 : Skin (6 épisodes)
- 2004 - 2009 : Lost : Les Disparus (Lost) (12 épisodes)
- 2010 : Undercovers (1 épisode)

#### Téléfilm
- 1996 : The Cold Equations
- 1997 : Complot de femmes (The Stepsister)
- 1998 : Give Up the Ghost
- 1998 : Météorites (Meteorites!)
- 1998 : Rhapsody in Bloom
- 2003 : Phénomènes (Phenomenon II)
- 2007 : Life Support
- 2009 : Anatomy of Hope
- 2014 : The Money

## Récompense
- Saturn Awards 2016 : Meilleur montage pour Star Wars, épisode VII  : Le Réveil de la Force